# 11142 Facchini
11142 Facchini (1997 AP17) là một tiểu hành tinh vành đai chính được phát hiện ngày 7 tháng 1 năm 1997 bởi V. S. Casulli ở Colleverde di Guidonia.